# District de Kinabatangan
Le district de Kinabatangan (malais : Daerah Kinabatangan) est un district administratif de l'État malaisien de Sabah, qui fait partie de la Division de l'Intérieur. La capitale du district est dans la ville de Kinabatangan.

### Liens connexes
- Districts de Malaisie